# La Balize

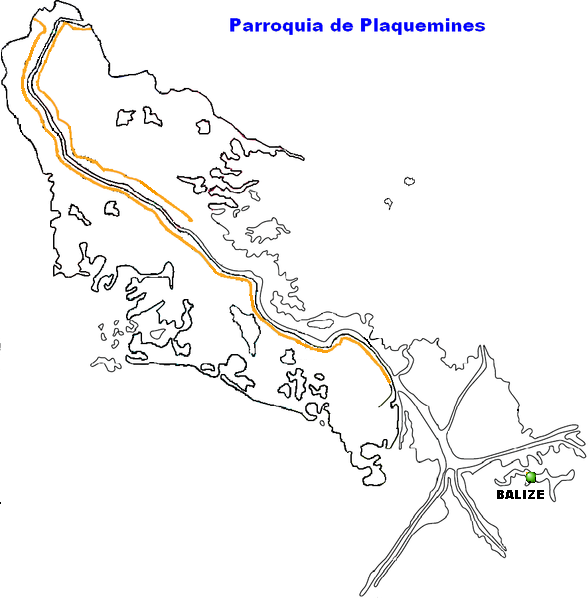
Localización de Balize en el mapa de la Parroquia de Plaquemines.

Balize es una pequeña comunidad ubicada sobre el delta del Misisipi, dentro de la parroquia de Plaquemines, en el estado de Luisiana, Estados Unidos.

## Historia
Balize fue el primer asentamiento europeo (compuesto por franceses), se estableció en 1699 cerca de la desembocadura del río Misisipi, en lo que se convirtió en parroquia Plaquemines. 
El tráfico y el comercio aumentaron en esta zona, pero la situación geográfica era complicada, muchos huracanes y fuertes vientos azotaban este lugar. Era un pueblo compuesto por pilotos, quienes vivían en La Balize con sus familias. El pueblo fue destruido y reconstruido varias veces, pero fue abandonado definitivamente después de la destrucción provocada por un huracán en septiembre de 1860. Los pilotos se trasladaron río arriba y se construyó un asentamiento llamado Pilottown, que alcanzó su máximo de población en el siglo XIX.

## Geografía
La localidad de Balize se localiza en 29°7′20″N 89°6′26″O / 29.12222, -89.10722. Esta comunidad posee solo tres pies de elevación sobre el nivel del mar, convirtiéndola una zona proclive a las inundaciones. Este establecimiento se encuentra actualmente despoblado. Esta comunidad se localiza a ciento treinta y tres kilómetros de Nueva Orleans la principal ciudad de todo el estado, y a seiscientos once kilómetros del aeropuerto internacional más cercano, el (IAH) Houston George Bush Intercontinental Airport.